# Ambivali Tarf Wankhal
Ambivali Tarf Wankhal è una suddivisione dell'India, classificata come census town, di 6.796 abitanti, situata nel distretto di Raigad, nello stato federato del Maharashtra. In base al numero di abitanti la città rientra nella classe V (da 5.000 a 9.999 persone).

## Geografia fisica
La città è situata a 18° 53' 30 N e 73° 10' 39 E.

## Società

### Evoluzione demografica
Al censimento del 2001 la popolazione di Ambivali Tarf Wankhal assommava a 6.796 persone, delle quali 3.771 maschi e 3.025 femmine. I bambini di età inferiore o uguale ai sei anni assommavano a 993, dei quali 527 maschi e 466 femmine. Infine, coloro che erano in grado di saper almeno leggere e scrivere erano 4.970, dei quali 2.937 maschi e 2.033 femmine.